# Campylandra
Campylandra là một chi thực vật có hoa trong họ Asparagaceae.

## Danh sách loài
- Campylandra annulata
- Campylandra aurantiaca
- Campylandra cauliflora
- Campylandra chinensis
- Campylandra dasystachys
- Campylandra delavayi
- Campylandra emeiensis[2]